# A. J. Tondreau
A. J. Tondreau war ein US-amerikanischer Film- und Tontechniker.

## Biografie
Tondreau war als Filmtechniker bei den Warner Bros. Studios tätig. Bei der Oscarverleihung 1940 gehörte er zu den Gewinnern des sogenannten Oscar für technische Verdienste (Technical Achievement Award). Dabei wurde sein Entwurf und die Herstellung eines verbesserten Tonspurdruckers gewürdigt.